# Nativité de la Vierge (Altdorfer)
La Nativité de la Vierge  est un tableau d'Albrecht Altdorfer, peintre de la Renaissance allemande, réalisé vers 1520. Il est conservé à l'Alte Pinakothek de Munich.

## Description
Le tableau est une composition scénique typique de l'école du Danube. Le thème est la naissance de Marie, représentée dans un second plan en bas du tableau. Le lit d'Anne, mère de Marie, est figuré en bas à gauche ainsi que les sages-femmes. Joachim, père de Marie monte les marches.  
La plus grande partie du tableau représente l'arrière de l'église , où les anges forment un large cercle.  Au milieu, un jeune ange porte un encensoir.
L'édifice, qui symbolise l'analogie entre Marie et l'Église catholique (un sujet qui sera aboli plus tard par la Réforme protestante), est organisé d'une manière compliquée et originale: le déambulatoire et les colonnes de la galerie sont de style roman, les fenêtres en ogive de style gothique,les voûtes et les niches de style  Renaissance.
Cet intérêt pour les éléments architecturaux est caractéristique de l'œuvre d'Altdorfer pendant la période passée à la cour de Maximilien Ier.

## Source
- (it) Stefano Zuffi, Il Cinquecento, Electa, Milano 2005  (ISBN 9788837034689)